# Sybra nigrobivittata
Sybra nigrobivittata là một loài bọ cánh cứng trong họ Cerambycidae.